# Cavalerie légère (film)
Pour les articles homonymes, voir Cavalerie légère (homonymie).
Pour plus de détails, voir Fiche technique et Distribution.
Cavalerie légère est un film franco-allemand réalisé par Werner Hochbaum, sorti en 1935. Il s'agit de la version en français de Leichte Kavallerie. 

## Fiche technique
- Titre : Cavalerie légère
- Réalisation : Werner Hochbaum
- Scénario : Franz Rauch et Roger Vitrac d'après le roman de Heinz Lorenz-Lambrecht (de)
- Photographie : Bruno Timm (en)
- Musique : Hans-Otto Borgmann
- Pays de production : France - Allemagne
- Format : Noir et blanc
- Genre : drame
- Durée : 96 minutes
- Date de sortie : 1935

## Distribution
- Mona Goya : Rosika
- Gabriel Gabrio : Chérubini
- Constant Rémy : Flip
- Jean-Louis Allibert : Géza von Rakos
- Ernest Ferny : Palato
- Line Noro : Mme Palato
- Marcel Vallée : Franconi
- Raoul Marco : Pietro
- Myno Burney : Catella
- Fernand Fabre : Coloman